# Astrolite
Astrolite es el nombre comercial de una familia de explosivos, inventado por el químico Gerald Hurst en la década de 1960, durante su empleo con la Compañía de polvo Atlas. La familia Astrolite consta de dos compuestos, Astrolite G y Astrolite A. Ambos son dos líquidos de Digi-estado explosivo mezclas, compuesto por nitrato de amonio oxidante y hidracina combustible de cohete.Su uso en aplicaciones de limpieza comercial y civil, pero en su mayoría han sido sustituidos por los compuestos más barato y más seguro, debido en gran parte a los gastos y excepcionalmente venenoso por naturaleza del componente hidracina.

## Astrolite G
Astrolite G, el tipo más común de Astrolite, es una mezcla de nitrato de amonio y hidracina en una proporción de 2:1, medido en peso, formando un líquido viscoso, aproximadamente de la consistencia del aceite de motor . Es un explosivo (secundario) de alto poder explosivo, que requiere un detonador para su detonación. Tiene una velocidad de detonación de aproximadamente 8.600 m/s. Ha sido ampliamente (e incorrectamente) denominado como el "explosivo no nuclear" más poderoso del mundo, una idea falsa provocada en gran medida por una superficial comparación de la velocidad de detonación del Astrolite G con otros explosivos de alta potencia, como la nitroglicerina y TNT. Compuestos explosivos modernos como pentrita y RDX presentan una velocidad de detonación y Brisance muy similares a las de Astrolite G.

## Astrolite A
Astrolite A, el segundo (y menos común) del tipo de Astrolite, se sintetiza mediante la adición de polvo fino aluminio para la mezcla de Astrolite G. A pesar de que tiene una velocidad de detonación inferior (aproximadamente 7.600 m/s) que Astrolite G, la adición de los aumentos de aluminio, actúa aumentando su densidad moderadamente, y su eficacia general de ruptura o técnicamente llamado (Brisance).

## Persistencia
Una característica notable de la familia Astrolite es su notable grado de persistencia para un compuesto explosivo líquido. Debido a su baja volatilidad, puede dispersarse en un área, ser absorbida por el suelo y aún conservar sus características explosivas completas por un período de aproximadamente 4 días. Esto ha demostrado ser cierto incluso cuando el agua de lluvia también había sido absorbida por el suelo.